# Kevin Carter
Kevin Carter (Johannesburg, 13 settembre 1960 – Johannesburg, 27 luglio 1994) è stato un giornalista e fotografo sudafricano, diventato famoso per le sue controverse fotografie sulle condizioni umanitarie in Africa negli anni novanta, che gli hanno dato fama internazionale.
Una sua fotografia, scattata contestualmente alla carestia in Sudan del 1993 e raffigurante un bambino malnutrito inseguita da un avvoltoio gli fece vincere il Premio Pulitzer. Attivo come fotografo amatoriale fin dal decennio del 1970, nel 1983 si unì ad altri fotoreporter con cui fondò il Bang-Bang Club, un'associazione di fotografi che ritraevano i problemi e le atrocità del mondo, e in particolare dei territori africani, quali violenza, povertà e malnutrizione.
Nel 2001 la band heavy metal statunitense Savatage basò i testi dell'undicesimo e ultimo album in studio, Poets and Madmen, sulla vita di Kevin Carter.

## Biografia
Kevin Carter nacque a Johannesburg in Sudafrica nel 1960, da una famiglia sudafricana di origini inglesi, che era fortemente contraria alle leggi dell’apartheid imposte dallo Stato Sudafricano dal 1948, dove i bianchi Afrikaner avevano attuato un regime semi dittatoriale basato sulla segregazione razziale, in cui la popolazione bianca deteneva il potere economico e militare,  ed al tempo stesso viveva separata dalla popolazione nera e dalle altre minoranze, e mentre la popolazione bianca aveva tratto ricchezza e benessere dalla segregazione razziale, la popolazione di colore e le comunità etniche non bianche vivevano tutte nella povertà e nell'emarginazione, e chiunque si opponeva alla dittatura veniva arrestato oppure ucciso. Resosi conto della dittatura e del degrado della società sudafricana, Kevin Carter pur essendo un bianco benestante, cominciò durante la metà del decennio 1970, a prendere parte alle manifestazioni pubbliche contro il regime razzista del Sudafrica, diventando un attivista dell'ANC il movimento democratico che si opponeva al regime sudafricano e voleva la liberazione tutti i detenuti politici, e che era guidato idealmente da Mandela il quale era in carcere dal 1961. Kevin Carter rimase poi sconvolto quando assistette in prima persona al massacro di Soweto del 1976, dove la polizia sudafricana supportata dall'esercito sudafricano sparò sui manifestanti che protestavano contro l'apartheid uccidendone centinaia, e decise di manifestare non solo insieme all'African National Congress contro il governo razzista del Sudafrica, ma anche di portare avanti anche azioni di protesta individuali contro lo stato sudafricano, che gli fecero però rischiare più volte l’arresto da parte della polizia sudafricana, e che al tempo stesso gli procurarono l'antipatia di molti compagni di scuola, e soprattutto il disprezzo di molti sudafricani bianchi suoi vicini di casa che lo consideravano un estremista pericoloso nemico della Nazione Afrikaner.
Dopo il diploma alla scuola superiore, iniziò un corso di laurea per diventare un farmacista, ma dovette abbandonarlo quando venne arruolato per costrizione nell'esercito sudafricano, dove fece parte dell'aviazione sudafricana per quattro anni. Ne seguì un periodo in cui venne impegnato contrò la sua volontà nelle guerre che lo stato sudafricano stava combattendo sia all'interno del suo territorio contro i ribelli sudafricani che combattevano il governo razzista del Sudafrica, sia contro i paesi vicini nell'Africa del sud che erano contrari al governo razzista del Sudafrica, e lo stesso Kevin Carter rimase profondamente traumatizzato dalle violenze vissute in Angola durante l'invasione sudafricana, ed in Namibia dove combatté contro i separatisti namibiani, ed in seguito alle violenze a cui assistette nelle guerre a cui aveva partecipato con l'esercito sudafricano, cadde in un periodo di profonda depressione mentre era ancora impiegato come pilota in servizio militare, e mentre era in una caserma dell'esercito sudafricano tentò di togliersi la vita ma venne salvato però dai commilitoni che gli impedirono di compiere il gesto suicida. Congedato dalle armate sudafricane per infermità depressiva, decise di cambiare vita e dedicarsi alla fotografia, di cui era appassionato fin da giovanissimo, ma poi abbandonò presto le fotografie sportive con cui aveva cominciato nel 1983 per dedicarsi alla testimonianza delle guerre africane e delle crudeltà del regime razzista che stavano avvenendo in quegli anni intorno a lui.

### I fotoreportage
Nel 1984 venne assunto dal Johannesburg Star dove conobbe tra gli altri Greg Marinovich, Ken Oosterbroek e João Silva con cui costituì un gruppo che sarebbe stato chiamato Bang Bang Club. Comincia così a documentare non più come privato cittadino, come già faceva quando era un manifestante anti-apartheid, ma come giornalista vero e proprio, i gravi problemi del Sudafrica e dell'Africa del Sud in quel periodo sono numerosi e Kevin Carter riesce ad unire la sua passione per la fotografia alla lotta politica, alternando parallelamente il ruolo di attivista contro il regime razzista mostrando al mondo intero che lo stato sudafricano era schiavista non solo contro i neri ma anche contro i bianchi democratici, ed al tempo stesso Kevin Carter mostra come l'Africa del sud era ormai al collasso a causa delle guerre tra i vari stati africani, e di come le situazioni di razzismo e di violenza etnica fossero diffuse anche tra gli stessi africani neri: esecuzioni sommarie, uccisioni a colpi di machete e il cosiddetto “necklacing" una tecnica feroce di tortura fatta con le gomme per camion, e Kevin Carter è stato il primo giornalista a pubblicare un articolo sull'esecuzione chiamata "supplizio dello pneumatico" in Sudafrica nella metà degli anni ottanta. Successivamente, dirà di quelle immagini: "Ero sconvolto vedendo cosa stavano facendo. Ero spaventato per quello che io stavo facendo. Ma poi le persone hanno iniziato a parlare di quelle immagini... così ho pensato che forse le mie azioni non sono state poi così cattive. Essere stato un testimone di qualcosa di così orribile non fu necessariamente un male." Questo lavoro creò un dilemma interiore in Carter poiché da un lato era sconvolto dalla crudezza delle immagini che ritraeva e dalla sua freddezza nello scattarle, dall'altro era consapevole che in questo modo poteva far accendere l'attenzione globale sulla situazione sudafricana e sperare di poter far cambiare qualcosa.

### Il Premio Pulitzer
In seguito a una serie di problemi con la redazione del giornale, dovuti anche al suo abuso di droghe, Carter decise di prendersi un periodo di pausa e nel marzo del 1993 si recò in Sudan per documentare la guerra civile in corso e la carestia che aveva sconvolto il paese. È qui che scattò la sua foto più famosa: il ritratto di una bambina denutrita che accasciata a terra tenta di raggiungere il centro di aiuti e, sullo sfondo, un avvoltoio che la osserva quasi ne stesse aspettando la morte. Immediatamente la foto fece il giro del mondo apparendo nelle copertine delle riviste più importanti e permettendo a Carter di vincere un Pulitzer. Allo stesso tempo diede vita a una serie di polemiche che indagavano il ruolo del fotografo nello scatto della foto. La gente cominciò ad interrogarsi sul destino della bambina e sulla moralità della fotografia.
Carter non fu mai certo di quello che successe al momento dello scatto e raccontò diverse versioni della vicenda. Secondo alcune versioni avrebbe aiutato la bambina, secondo altre avrebbe aspettato per vari minuti il momento migliore per scattare, mentre lui stesso affermò di aver fatto solo il suo lavoro di fotografo e testimone, consapevole di non poter far nulla per cambiare le sorti della bambina. La foto, tuttavia, creò uno scandalo mediatico internazionale che turbò profondamente Carter, il quale tormentato dall'immagine della bambina che gli ricordava la figlia piccola che riusciva a vedere solo raramente, cadde di nuovo in una profonda depressione. La sua popolarità crebbe rapidamente quando il New York Times acquistò la foto nel marzo 1993 facendola diventare uno dei simboli della devastazione africana. Questo non fece che aggravare la sua situazione portandolo a peggiorare il suo abuso di droghe al punto che quando gli telefonarono per comunicargli l’assegnazione del premio Pulitzer nel 1994, Carter, confuso, dovette farsi ripetere la comunicazione più volte prima di comprendere.

### La morte
Il 18 aprile dello stesso anno, durante una spedizione per fotografare un'esplosione di violenza nelle vicinanze di Johannesburg, Ken Oosterbroek, il migliore amico di Kevin, venne ucciso durante una sparatoria mentre l'altro suo collega amico Marinovich riportò gravi ferite, che lo lasciarono vivo ma parzialmente invalido, e Kevin Carter apprese la notizia dalla radio in quanto aveva abbandonato la spedizione per partecipare ad un'intervista e rimase completamente sconvolto appena ricevuta la notizia, ancor più perché non era presente in quel momento insieme ai suoi amici. La situazione per Carter divenne insostenibile al punto che decise di farla finita. Il 27 luglio 1994 guidò il suo pickup fino ad un parco dove giocava da bambino e lì si intossicò con il monossido di carbonio del tubo di scarico, morendo suicida all'età di 33 anni. Nella nota che lasciò scritta scriveva di non poter più sostenere la depressione, la mancanza di soldi e la persecuzione dei ricordi degli omicidi e dei cadaveri e del dolore che aveva visto, dei bambini affamati. La sua speranza era quella di essere abbastanza fortunato da raggiungere l'amico Ken.

### Altre fonti
- "The Death of Kevin Carter: Casualty of the Bang Bang Club" HBO documentary. 17 August 2006
- The Bang Bang Club (2010), film